# Zapowiednia
Zapowiednia (prononciation : [zapɔˈvjɛdɲa]) est un village polonais de la gmina de Pyzdry dans le powiat de Września de la voïvodie de Grande-Pologne dans le centre-ouest de la Pologne.
Il se situe à environ 6 kilomètres à l'est de Pyzdry (siège de la gmina), à 24 kilomètres au sud-est de Września (siège du powiat) et à 65 kilomètres au sud-est de Poznań (capitale régionale).

## Histoire
De 1975 à 1998, le village faisait partie du territoire de la voïvodie de Konin.

Depuis 1999, Zapowiednia est situé dans la voïvodie de Grande-Pologne.